# Lake Express

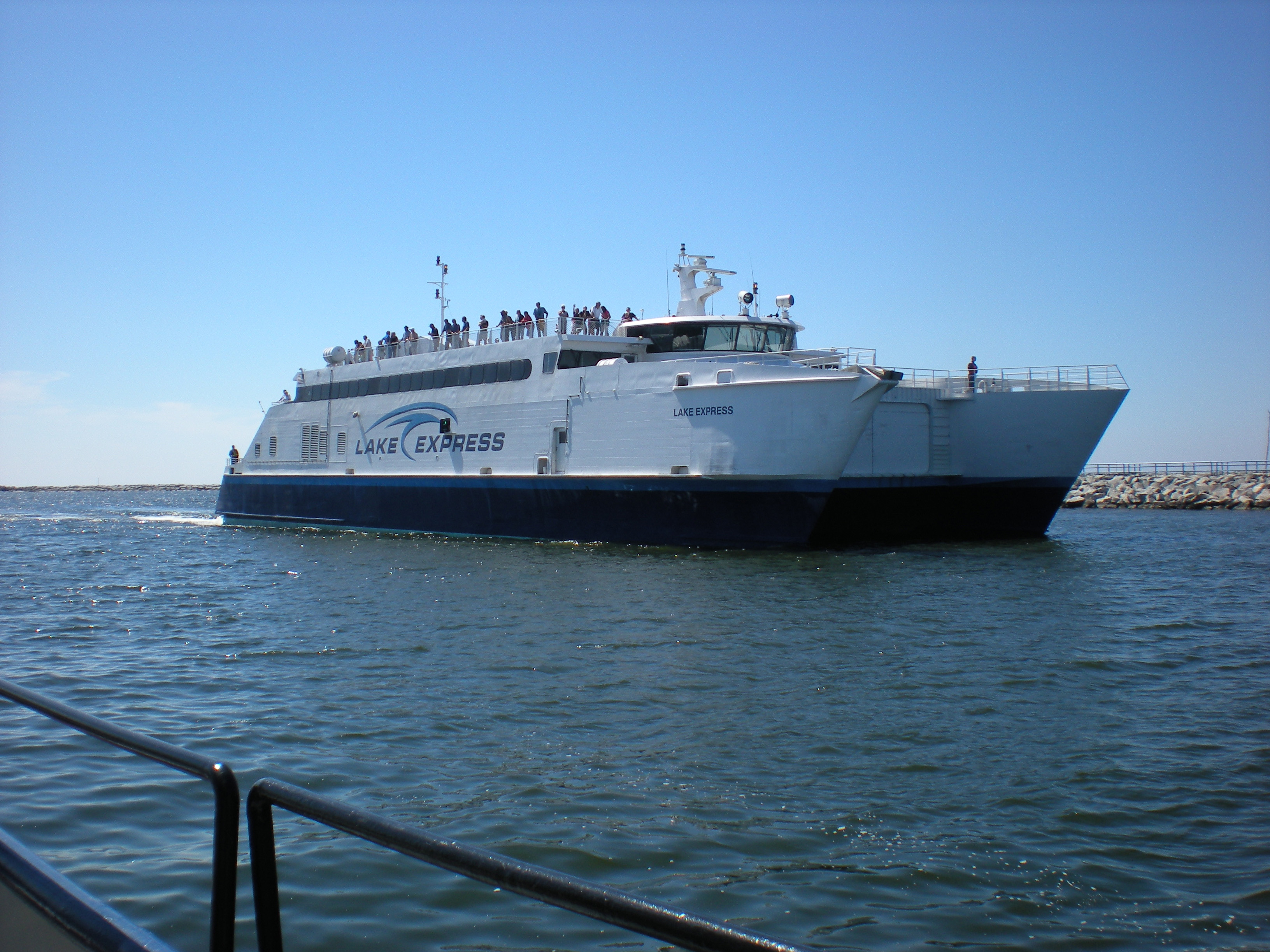
Lake Express bei der Einfahrt nach Muskegon

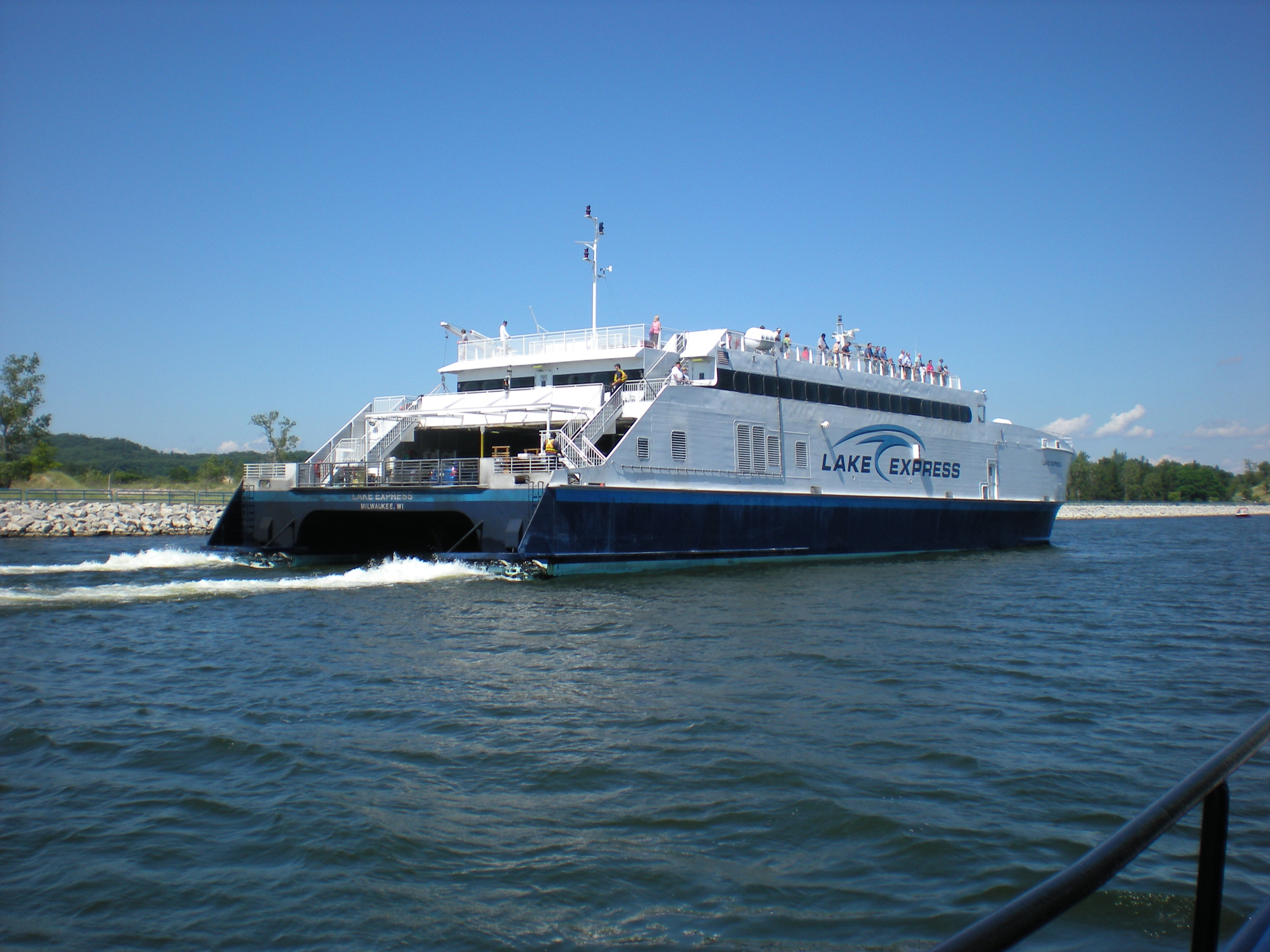
Lake Express

Lake Express ist eine US-amerikanische Fährgesellschaft, die eine Fährverbindung über den Michigansee betreibt. Sie bedient die 140 Kilometer lange Strecke zwischen Milwaukee (Wisconsin) und Muskegon (Michigan). Die Fahrtzeit beträgt 2,5 Stunden.
Der Firmensitz befindet sich am Terminal im Hafen von Milwaukee.

## Geschichte
Lake Express nahm am 1. Juni 2004 den Betrieb auf. Die Verbindung ist der erste reguläre Fährbetrieb zwischen Milwaukee und Muskegon seit der Einstellung im Jahr 1970. Zuvor war die Verbindung ab 1941 mit der Milwaukee Clipper bedient worden.
Die Verbindung wird von Lake Express mit der Lake Express, einer als Katamaran gebauten Hochgeschwindigkeitsfähre (High Speed Craft) für 250 Passagiere und 46 Fahrzeuge, bedient. Die Fähre wurde 2004 von der Werft Austal USA in Alabama gebaut. Sie verkehrt von Mai bis Oktober vier bis sechsmal täglich auf der Strecke.